# Siedlung Scharlinz

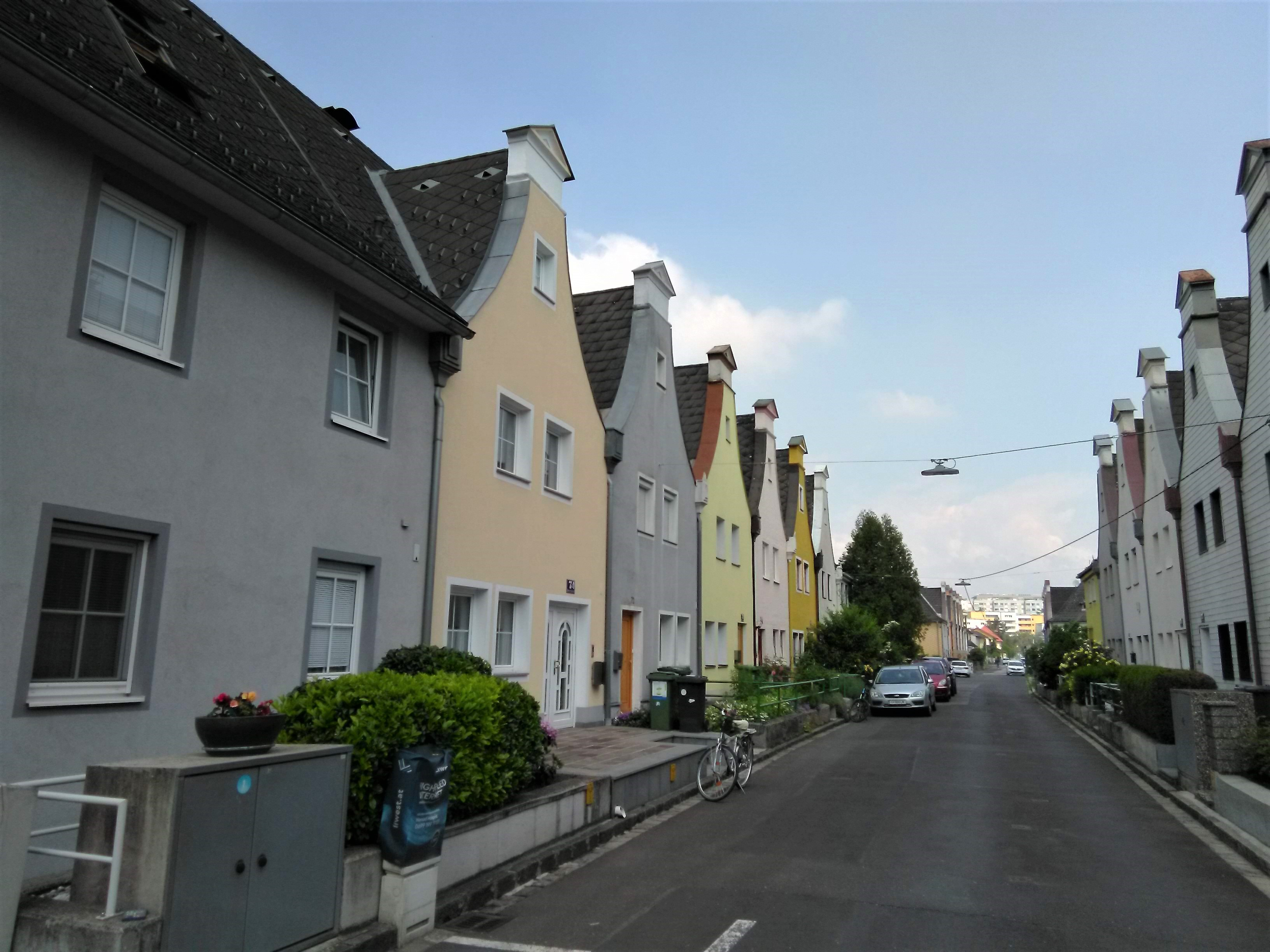
Haydnstraße

Die Siedlung Scharlinz ist eine Wohnsiedlung in Linz (Statistischer Bezirk Spallerhof). Sie wurde in den Jahren von 1919 bis 1926 von dem Architekten Curt Kühne in der damaligen Gemeinde Kleinmünchen geplant.

## Lage
Die Siedlung Scharlinz umfasst die Häuser Spaunstraße 52–66, 68–114, Haydnstraße 22–81 und Schwindstraße 41–57.

## Geschichte
Die Siedlung Scharlinz ist ein herausragendes Beispiel der Siedlerbewegung unmittelbar nach dem Ersten Weltkrieg. In dieser Tradition, die sich als Entwicklung der Gartenstadtidee verstand, ist die Siedlung aufgrund ihrer städteräumlichen Konsequenz besonders beachtlich. Architektonisch ist dabei das Vorbild der Gartenstadt Staaken in Berlin-Spandau, erbaut 1914–1916 von Paul Schmitthenner, evident.
Das städtebauliche Herz der Siedlung ist der lange, achsensymmetrische Straßenraum der Haydnstraße. In den beiden äußeren Abschnitten kanalisieren die Vorgärten und die Giebelreihen den Blick, der sich in der Mitte auf einem Platz fassen kann. Hier wechselt der Haustyp, die Vorgärten werden von Veranden ersetzt. Diesem kleinstädtischen Straßenraum werden bei den übrigen Hausgruppen mehr ländliche Außenräume entgegengestellt. Die sicherlich wichtigste architektonische Entscheidung ist die strikte typologische Scheidung in eine anspruchsvolle öffentliche Straßenfront, die den kollektiven Charakter der Siedlung wahrt, und in die amorphe, durch An- und Zubauten weiterentwickelte, private Gartenseite. Diesem ästhetischen Bild entspricht die soziale Realität der Entstehung. Der Ursprungsform einer echten Genossenschaft, wo die Siedler nach einem gemeinsamen Plan vorgingen und ihre individuelle Arbeitsleistung (Robotleistung) beim Bau der Häuser vom Preis ihres Hauses abgerechnet wurde. Die Anzahl der geleisteten Arbeitsstunden verringerte so die Höhe des gewährten Darlehens, das in Form der Miete abgezahlt wurde. Die ursprünglich einheitliche und subtile architektonische Detailarbeit vor allem bei Fenster und Türen wurde nach und nach durch individuelle Modernisierungen zerstört.
Bemerkenswert sind an der Siedlung zudem die schmalen, langgestreckten Grundstücke (Haydnstraße bis Zötlweg bzw. Teutschmannweg) sowie die – sonst in Linz unüblichen – blauen Hausnummernschilder, die noch von der Gemeinde Kleinmünchen stammen und großteils noch heute an den Häusern in der Siedlung angebracht sind.